# 第二次世界大戰的同盟國戰爭罪行
同盟國的戰爭罪行，是指同盟國對軸心國平民及軍人的「處置」，違反戰爭法的一些指控和法律證明。
在第二次世界大戰結束時，同盟國對軸心國的戰犯進行了多次審判，其中最著名的是紐倫堡審判和東京審判。然而在歐洲，這些法庭是在《倫敦憲章》的授權下所設立的——這意味著這些法庭只審理納些為軸心國利益所行事的人所犯的戰爭罪之指控。一些涉及盟軍人員的戰爭罪行，則是由盟軍進行調查，並在情況允許下動用軍事法庭。然而，歷史學家指稱，有一些事件根據當時實施的戰爭法已經構成犯罪，但因為各種原因而並未調查，或者調查了但沒有進一步起訴。
根據克勞斯·維格雷夫 (Klaus Wiegrefe) 在《明鏡周刊》(Der Spiegel) 上的一篇文章表示：迄今為止，歷史學家一直故意忽視盟軍士兵的許多個人回憶錄，因為他們所記錄的事情，與圍繞著二戰同盟國的「最偉大的一代」之神話不符。然而，近年來這種情況已經逐漸發生變化，例如由瑞克·阿特金森（Rick Atkinson）所撰寫的《戰爭之日》（The Day of Battle）就描述了盟軍在義大利的戰爭罪行，以及安東尼·畢沃爾撰寫的《諾曼底登陸日之戰》。而畢沃爾的最新研究表明：盟軍在諾曼底犯下的戰爭罪行「比以前意識到的還要嚴重得多」。

## 政策方面
西方同盟國曾聲稱他們的軍隊被指示必須遵守海牙公約和日內瓦公約，並認為他們是為了結束戰爭並阻止軸心國統治世界而進行的正義戰爭。然而，一些違反公約的行為仍然發生了，包括在戰爭結束之時，曾與軸心國軍隊合作的蘇聯人民被迫遣返回蘇聯。蘇聯經常犯下戰爭罪行，如今眾所周知的是，莫斯科當局指示或進行的這些行為，包括發動侵略戰爭和屠殺戰俘，以及以武力來鎮壓被征服之國家的當地平民。
安東尼·畢沃爾將蘇聯佔區期間，蘇聯對德國婦女的性暴力描述為「歷史上最嚴重的大規模性暴力事件」，並估計僅在東普魯士、波美拉尼亞和西里西亞，就有至少140萬婦女被蘇聯人強姦。
個別的評論家，如德國歷史學家和左翼反戰活動家約爾格·弗里德里希認為：盟軍針對敵方領土內的平民區和文化目標，進行戰略性的空中轟炸，包括德國的科隆、漢堡、德勒斯登；義大利的卡西諾戰役期間的卡西諾山修道院；日本的東京、名古屋、大阪，尤其是美國對廣島、長崎投下原子彈之行動，造成了城市的徹底毀滅，以及數十萬平民因而死亡，因此這些行動應該被視為戰爭罪。然而，其他觀察家則對此指出：在二戰之前和期間，關於空戰方面的具體、詳細之國際法並不存在，而且，一些曾經轟炸過上海、重慶、華沙、鹿特丹，甚至參與過倫敦大轟炸的日本、德國軍官，也並沒有因為轟炸同盟國的城市而被判以相關的刑罰。

## 歐美同盟國

### 加拿大

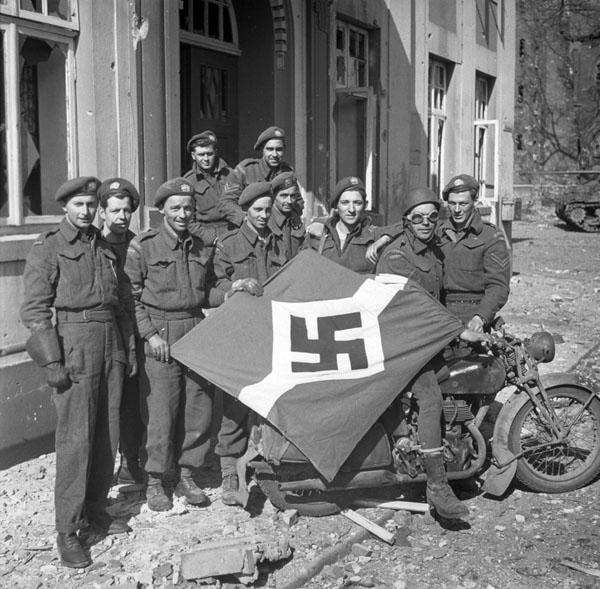
加拿大的阿蓋爾和薩瑟蘭高地人軍團繳獲德國旗幟之合影

加拿大官方戰爭歷史學家查爾斯·斯泰西曾報告說：在1945年4月14日，加拿大阿蓋爾和薩瑟蘭高地人軍團中，有個很受歡迎的指揮官：弗雷德里克·E·威格爾中校被一名平民狙擊手殺死的傳言流出，這導致日後該軍團將弗里斯奧伊特夷為平地以報復當地人。斯泰西接著寫道：加拿大軍隊首先將德國平民從他們的房屋中帶出，然後再放火燒毀他們的房屋，而他表示他「很高興說日後未曾再聽說過類似的事件。」此後發現，該名阿蓋爾指揮官是由德國士兵殺死。
根據加拿大陸軍的米查姆和馮·施陶芬伯格所表示：加拿大的「忠誠的埃德蒙頓團」在入侵西西里島期間，殺害了不少德國戰俘。

### 法國

#### 馬奎斯

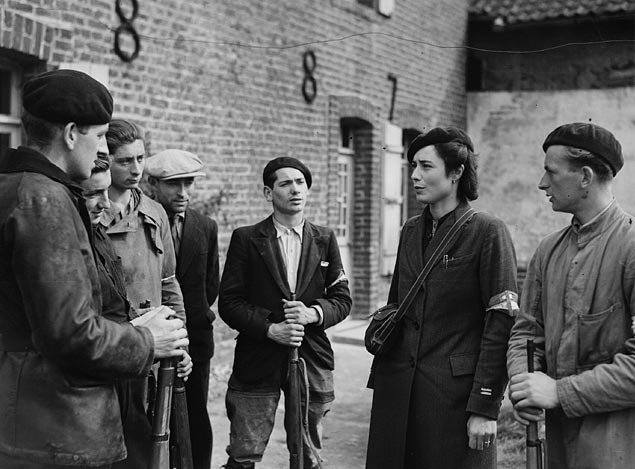
馬奎斯游擊部隊的成員

1944年8月，隨著龍騎兵行動的成功，盟軍成功佔領法國南部並讓德軍防禦陣線崩潰，大量的德軍無法逃離法國南部，因而被迫向法國內務部隊投降。而該部隊則於後來處決了國防軍，及一些涉及蓋世太保及黨衛軍的戰俘。
1944年9月10日，馬奎斯在聖於連德克朗斯（位於多爾多涅省境內）處決了17名德國戰俘，其中有14人的身分如今得以確定。這些殺害是針對德國人於1944年8月3日，殺害聖朱利安村的17名當地村民的報復行動，而其本身則是德軍對聖朱利安地區抵抗活動的報復——畢竟該地區是馬奎斯游擊部隊本營的所在地。

#### 摩洛哥的古米耶

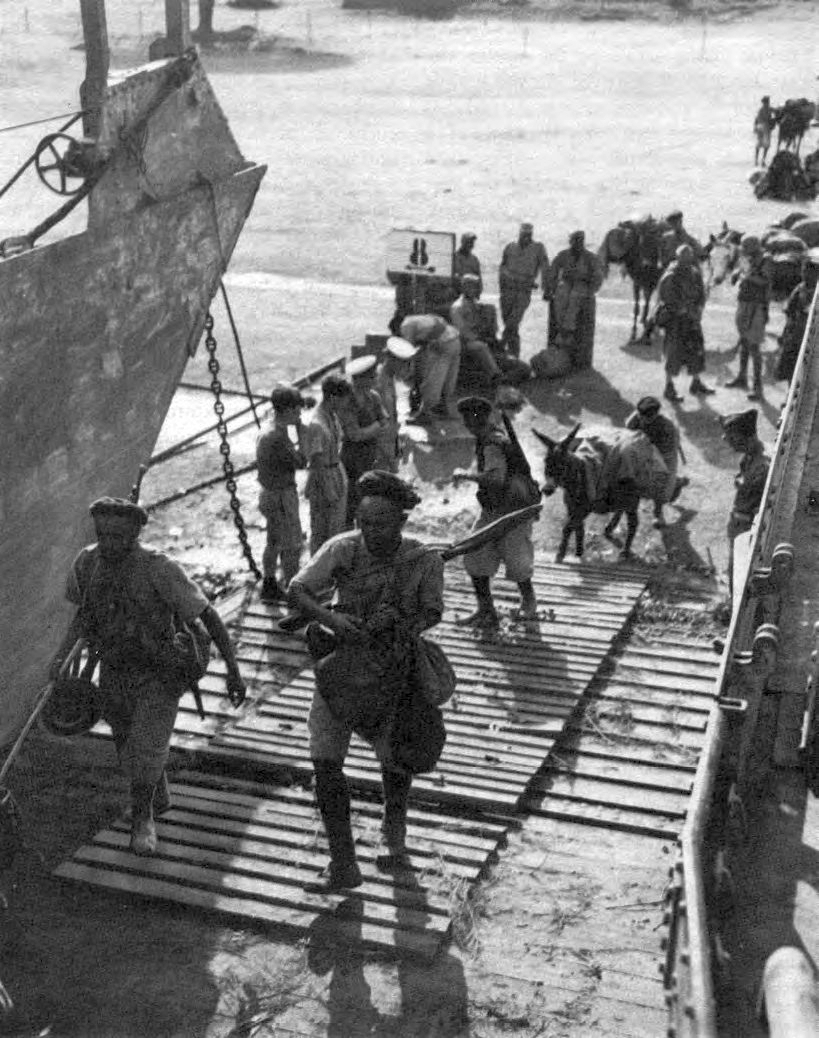
正在登上運兵船的摩洛哥古米耶（法國）軍團

隸屬於法國遠征軍的法屬摩洛哥軍隊（又稱之為古米耶），在入侵義大利的卡西諾戰役期間，以及之後在入侵德國之時，犯下了大規模的戰爭罪行。根據義大利的消息來源顯示：有超過12,000名平民，尤其是年輕人和年邁的婦女和兒童被古米耶綁架、強姦或殺害——這在與蘇菲亞·羅蘭主演的義大利電影《烽火母女淚》中有所體現。
法國軍隊參加了對德國的入侵，後來法國分配到了一個德國的佔領區。Perry Biddiscombe引用了最初的調查估計：「古米耶在康士坦茲犯下了385起強奸案；布魯赫薩爾有600起；弗羅伊登施塔特則有500起」。士兵們還被指控在萊昂貝格附近的赫芬根區實行了大規模強姦。其中，Katz和Kaise雖然也有強姦的案例，但與其他城鎮相比，赫芬根或萊昂貝格都沒有發現任何的相關事件。安東尼·克萊頓(Anthony Clayton)在他的著作《法國、士兵和非洲》(France, Soldiers, and Africa)中，用了好幾頁來描述古米耶的各種犯罪活動，他將其部分，歸因於他們家鄉的以往做法。
根據諾曼·奈馬克的說法：法屬摩洛哥軍隊在強姦方面，與蘇聯軍隊的行為相差無幾——尤其是在佔領巴登-符騰堡的前段時間（如果上面的數字都是正確的話）。

### 英國

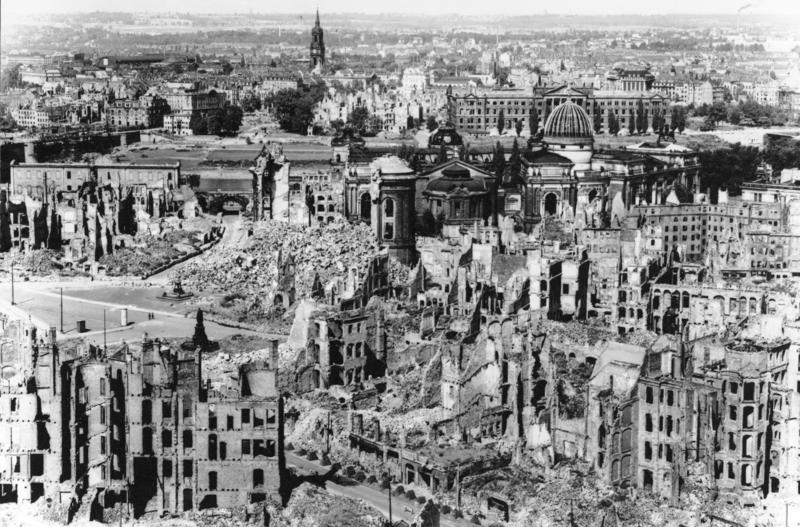
德勒斯登轟炸過後的德勒斯登市中心之景象

在第二次世界大戰期間，英國與其他盟國（主要是美國）一同轟炸敵方的城市，包括了對德勒斯登的大轟炸。雖然在戰前，任何關於保護平民人口或平民財產免受空襲的協議、條約、公約或任何其他文書並沒有通過，但是海牙公約有明確的規定：禁止轟炸不設防城鎮。這座城市基本上沒有受到戰爭的影響，並且擁有通往東部戰線的鐵路通信系統，是德國重要的工業中心。而盟軍後來的調查結果表示：對德勒斯登進行轟炸，在戰略上是合理的，理由是因為這座城市設有防禦設施。
歐洲戰場結束後，根據報導表示：在挪威的德國戰俘，被迫在英國的監督下清除雷區。德國人對此曾向英國指揮官安德魯·索恩 (Andrew Thorn) 將軍投訴，但他以德國戰俘不是戰俘，而是「無條件投降的已解除武裝部隊」為由，駁回指控。等到1946年，地雷盡數清除完畢後，已造成275人死亡，392人受傷——這已經違反了日內瓦公約。
1940年5月4日，為應對德國大量的無限制潛艇戰，英國皇家海軍在大西洋海戰和德國入侵丹麥和挪威的期間，實行了自己的無限制潛艇戰。海軍部對此宣布：在斯卡格拉克海峽內的所有船隻，都將於沒有任何事先警告的情況下直接擊沉——這已經違反了第二次倫敦海軍條約的條款。

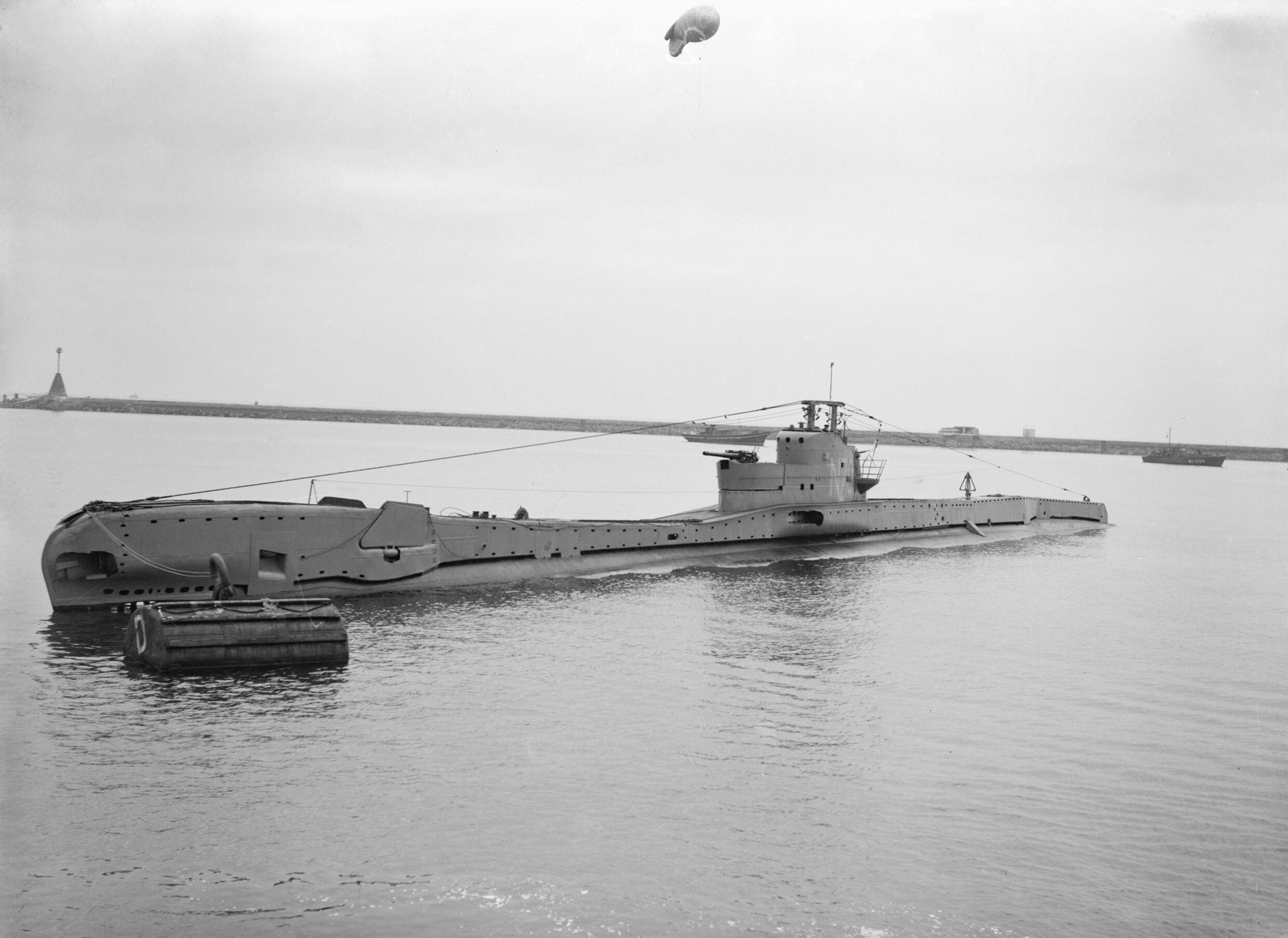
停靠在軍港中的N79托貝號

1941年7月，駐紮在地中海，且由安東尼·米爾斯所指揮的托貝號，擊沉了幾艘德國的船隻。其中有兩次行動（一次在埃及亞歷山大海岸附近，另一次在克里特島海岸附近），潛艇的船員襲擊了德國船隻，並殺死了數十名因而遇難的德國水手和士兵，儘管實際上所有的海難倖存者中，並沒有任何一個人，對托貝號的船員構成任何重大威脅。然而米爾斯並沒有試圖隱瞞他的行為，而是在他的官方日誌中，報告了這些行為，而第一次事件發生之時，他受到了上級的嚴厲斥責，而米爾斯的行為也已經違反了1907年的海牙公約——該公約禁止海軍在任何情況下，殺害任何的海難倖存者。
1942年9月10日，義大利的醫療船阿諾號在托布魯克附近的拉斯埃爾廷東北角，被英國皇家空軍的魚雷轟炸機以魚雷擊沉。英國人對此聲稱：它們在某條已經解碼的德國無線電訊息中，疑似暗示該艘船隻正在向軸心國的軍隊運送補給。阿諾號是自1941年3月14日，在亞得里亞海被魚雷轟炸機擊沉的波號，與1942年8月11日，在敘拉古附近被轟炸後被英國飛機擊沉的加利福尼亞號後的，第三艘被擊沉的義大利醫療船。
1944年11月18日，德國的醫療船圖賓根號在亞得里亞海的普拉附近，被兩架女武神轟炸機擊沉。在紅十字會的支持下，這艘船曾短暫地訪問由盟軍所控制的巴里港，並接載德國傷員。儘管在海面平靜及良好天氣下，可以清楚地識別該船的紅十字標誌，但它還是遭到了九次的火箭攻擊。六名船員因此而遇難。美國作家阿爾弗雷德·德扎亞斯評估國防軍戰爭罪行局現存的266卷後，認為將圖賓根和其他德國醫院船擊沉屬戰爭罪。
在大君主作戰期間，英國的通訊部隊在奪回了法國的巴約和卡昂後，進行了小規模的搶劫，違反了海牙公約。不過在整個戰爭期間，這些英國士兵犯下的搶劫、強姦和處決囚犯之規模，比其他軍隊犯下的規模還要小。1945年5月23日，位於什勒斯維希-霍爾斯坦的英軍被指控掠奪了格呂克斯堡城堡——他們竊取了城堡內的珠寶，並褻瀆了城堡陵墓中的38具棺材。
1945年4月21日，英國士兵在德國的西多夫隨機挑選了兩間小屋並燒毀之，藉以報復當地平民將德國士兵藏在地窖。歷史學家肖恩·朗登聲稱：針對拒絕與英國軍隊合作的德國囚犯和平民之暴力行為，「是可以被忽略或不聞不顧的」。

倫敦之籠在肯辛頓-切爾西皇家自治市的具體位置

「倫敦之籠」是隸屬英國MI19的戰俘收容設施，它在戰爭期間和戰爭結束後一直受到使用酷刑之指控。1947年，由合服詳訊中心管理的巴特嫩多夫審訊中心成為被盟軍占領後的德國的官方調查對象，而調查得到「囚犯在被審訊期間曾遭受了精神和身體折磨」，以及「囚犯的個人財產被盜竊」的結論。
根據義大利的統計數據記錄顯示：在1943年9月至1945年12月，英軍入駐義大利期間，共犯下8起強奸案和19起強姦未遂案，包括特別調查處在內的各種消息來源，以及比利時記者提供的證據都表示：在1943年，英軍入侵西西里島後，就經常犯下強姦和性騷擾。
在德國，英國和加拿大軍隊時常地強姦當地的婦女。有時甚至連老婦也被當成目標。對阻礙軍隊前進的德國囚犯和平民的虐待，皇家憲兵往往視而不見，但對強奸的看法就不同了。然而，一些軍官對於他們手下的行為是睜一隻眼閉一隻眼。有些強姦是在醉酒，或者在創傷後壓力的影響下衝動發生的，但也有預謀侵犯的案例，例如在魯本貝赫河畔新城，發生三名德國婦女被強姦的案例，或者在威悉河畔寧堡附近的Oyle村，有兩名士兵試圖將兩名女孩引到附近的樹林裡，並用槍枝脅迫她們，企圖讓她們「就範」。當她們拒絕時，其中一個女孩被抓住並拖進樹林裡。據朗登的說法：「當那個女孩開始尖叫時，其中一名士兵拔出槍並脅迫她閉嘴。無論是故意還是失誤，最終槍擊中了她的喉嚨並殺死她。」
英國在向德國進軍期間，也發生了幾起強姦事件。1944年末，當英軍軍隊駐紮在比利時和荷蘭各地時，士兵們會被安置在當地家庭，或者與他們成為朋友。到了同年的12月，當局即注意到「猥褻兒童事件」的興起——施虐者會利用當地家庭營造的「信任氛圍」來犯案。雖然後來英軍「試圖調查該些指控，一些人因此被定罪，但這個問題很少公諸於眾。」

### 美國

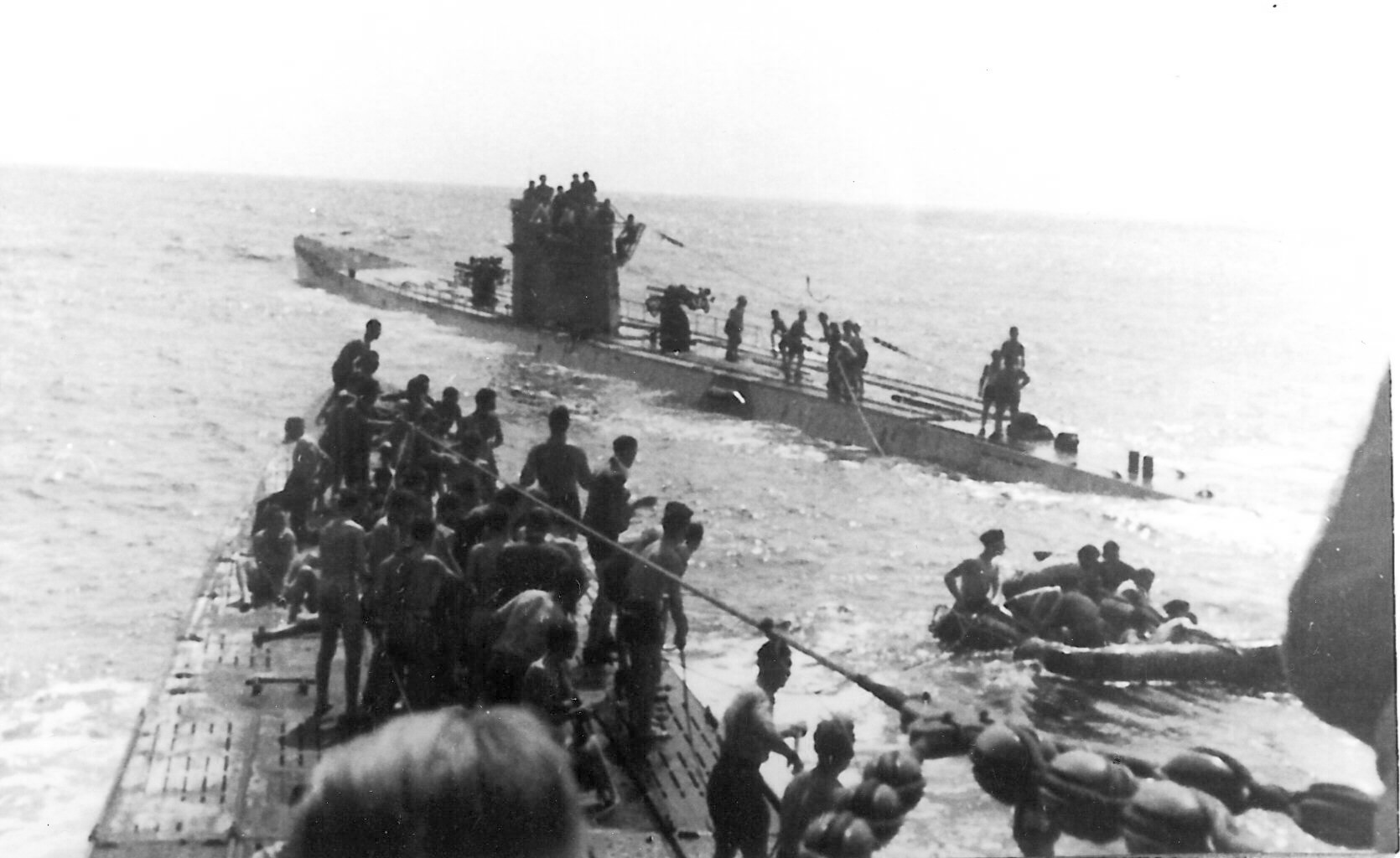
U-156的船員正嘗試救援拉科尼亞號的船員

- 拉科尼亞事件：美國飛機襲擊了德國人，並試圖營救在大西洋沉沒的英國運兵船。舉例來說：隸屬於美國陸軍航空隊(USAAF)的B-24轟炸機的飛行員，儘管知道U艇的位置、意圖和英國船員的存在，但仍用炸彈和掃射，襲擊、殺死了拉科尼亞號的數十名倖存者 ，迫使U-156將剩餘的倖存者拋入海中並緊急下潛，以避免被轟炸機摧毀。
- 美國的無限制潛艇戰：美國太平洋艦隊的海軍上將切斯特·尼米茲在卡爾·鄧尼茨受審時，代表他提供了一毫無歉意的書面證詞，上面內容宣稱美國海軍從美國參戰的第一天起，就在太平洋進行了無限制潛艇戰。
- 卡尼卡蒂大屠殺（英语：Canicattì massacre）：多位義大利平民被麥卡弗里中校所殺害。儘管後來進行了保密調查，但麥卡弗里從未被指控犯有與該事件有關的罪行，直到他1954年死亡為止。這件事幾乎無人知曉，一直到紐約大學的約瑟夫·薩勒米 (Joseph S. Salemi) （其父親為目擊者）公之於眾。[46][47]
- 在由兩起大屠殺事件所組成的比斯卡里大屠殺（英语：Biscari massacre）中，美軍的第45步兵師殺死了大約75名戰俘，其中，大部分是義大利人。[48][49]
- 在法國的奧杜維爾拉于貝爾村附近，30名德國國防軍囚犯（可能是德國陸軍士兵）被美國傘兵打死。[2]

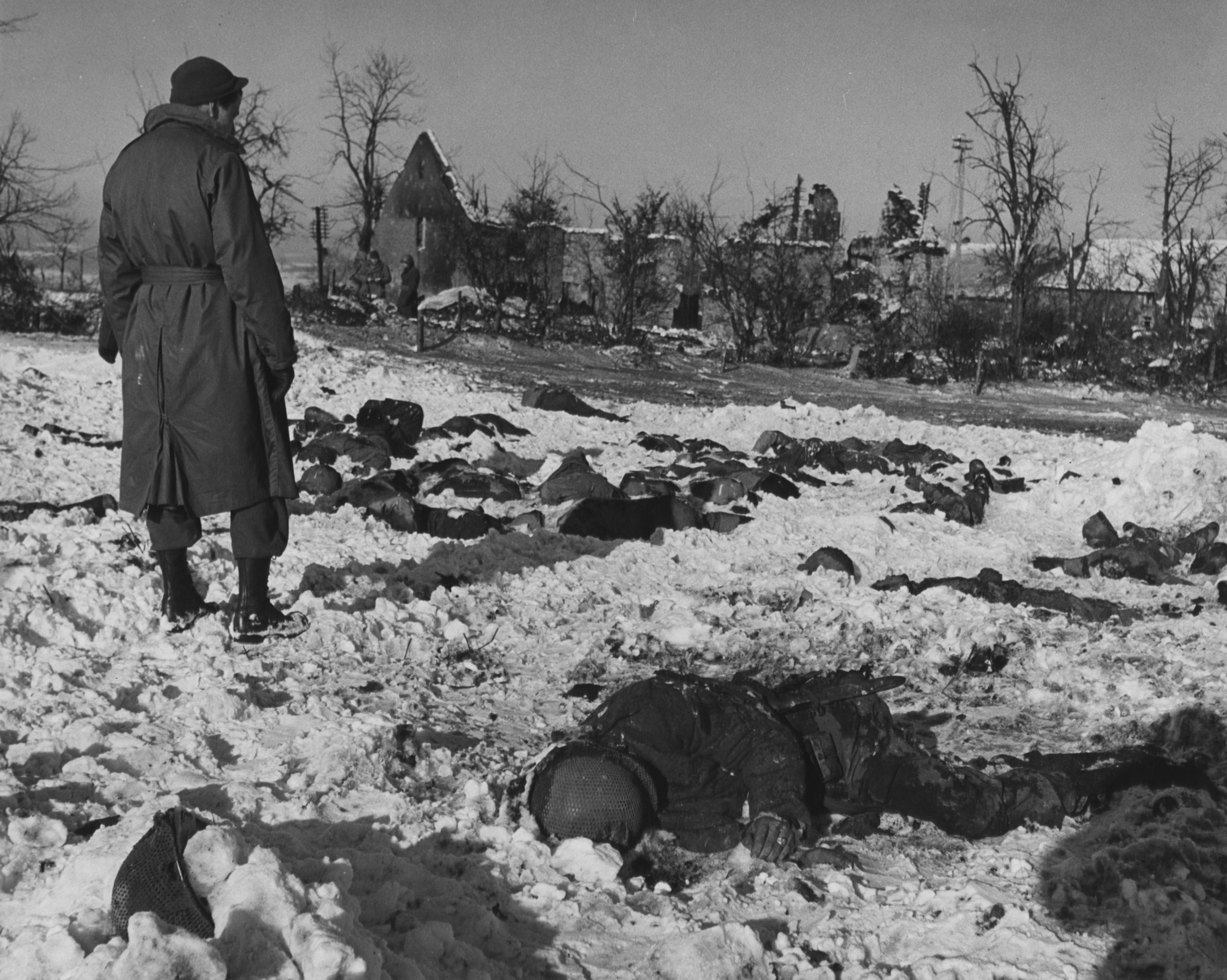
馬爾梅迪大屠殺後的景象

- 在馬爾梅迪大屠殺之後，美國第328步兵團總部於1944年12月21日發出的書面命令指出：黨衛軍士兵或傘兵不會被俘虜，但會被當場擊斃。[50]雷蒙德·赫夫特少將（美國陸軍）在1945年跨過萊茵河時，指示他的部隊不需要俘虜德國人。戰爭結束後，當他反思由他所授權的戰爭罪行時，他承認：「如果德國人贏了這場戰爭，在紐倫堡接受審判的就會是我，而不是他們。」[51]史蒂芬·安布羅斯對於此事件表示：「我採訪了1000多名退伍軍人。只有一個人說他射殺了一個囚犯……也許多達三分之一的退伍軍人也有射殺了至少一名囚犯……然而，他們目擊到其他士兵，向舉起雙手且手無寸鐵的德國囚犯開槍的相關事件。」[52]
- 雪諾涅大屠殺（英语：Chenogne massacre）：1945年1月1日，美國第11裝甲師（英语：11th Armored Division (United States)）處決了80名德國國防軍士兵。[53]
- 容霍爾茨豪森大屠殺（英语：Jungholzhausen massacre）：1945年4月15日，第63步兵師（英语：63rd Infantry Division (United States)）的第254步兵團，處決了13至30名武裝黨衛軍和國防軍之戰俘。[54]
- 特雷斯堡大屠殺：1945年4月19日，第1步兵師之第18步兵團（英语：18th Infantry Regiment (United States)）在特雷斯堡（英语：Treseburg）村附近，俘虜並殺害了9名手無寸鐵的希特勒青年團青年。[55]
- 利帕奇大屠殺（英语：Lippach massacre）：1945年4月22日，第12裝甲師（英语：12th Armored Division (United States)）的第23坦克營之美國士兵殺死了24名在德國利帕奇鎮俘虜的武裝黨衛軍士兵。同一單位的成員還被指控，在該鎮強奸了20名婦女。[56]

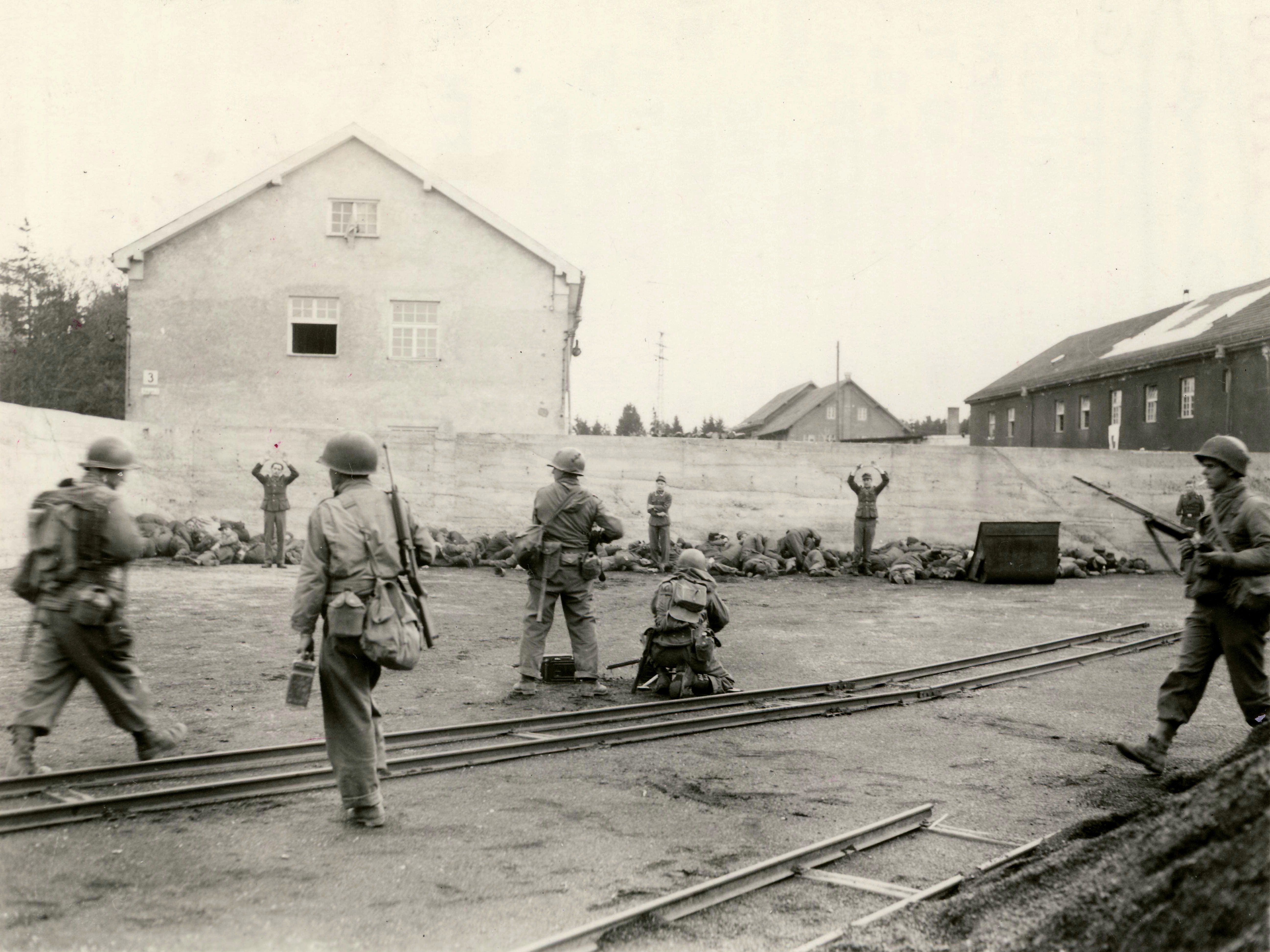
1945年4月29日的美國陸軍照片，照片中顯示了解放期間，他們正在達豪集中營內的煤場處決武裝黨衛軍部隊。 (Note: 美國國家檔案和記錄管理局之美國國家檔案館的照片標題寫道： 「當美國第七集團軍第42步兵師的士兵發現黨衛軍試圖從被盟軍佔領的德國中，逃出達豪集中營時，士兵叫住了他們，並讓他們走向前。當士兵向逃離的黨衛軍士兵開槍射擊時，背景中地面上的男人正在裝死。（編號：SC208765；存放於第157區；存放時間：1945年4月29日）」
菲利克斯·L·斯帕克斯中校對此提出異議，並認為它代表著「掩蓋處決德國衛兵的第一步」。)

- 達豪大屠殺：1945年4月29日，在美軍解放了達豪集中營後，集中營里的大約十幾名之守衛，被美方的機槍手所射殺，美國第45（雷鳥）師之第157步兵團第3營的其他士兵則殺死了其他正在抵抗的守衛。根據指揮官菲利克斯·斯帕克斯 (Felix L. Sparks) 稱，營內總共約有30人喪生。[58][59]然，後來霍華德·布希納上校寫道：實際上有500多人被殺。[60][61]

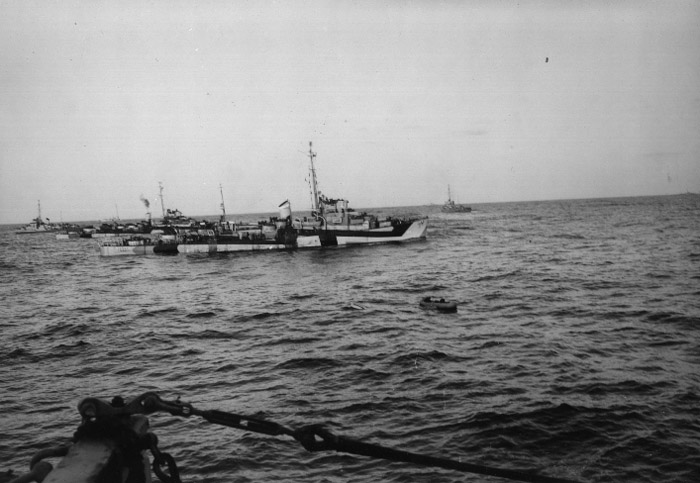
1945年4月24日，淚珠行動後的美國海軍驅逐艦，正護航著載有U-546潛艇倖存者的救生筏

- 淚珠行動（英语：Operation Teardrop）：從沉沒的德國潛艇U-546（英语：German submarine U-546）上被俘獲的八名倖存船員，在後來遭到美國軍事人員的折磨。歷史學家菲利普·K·倫德伯格 (Philip K. Lundeberg) 寫道：美國軍官對U-546倖存者的毆打和折磨是一種相當驚奇的暴行，而審訊者的動機為，希望能迅速獲得有關德國潛艇可能對美國大陸發動巡航導彈或彈道導彈襲擊的任何訊息。[62][63]
- 歷史學家彼得·利布 (Peter Lieb) 發現，在諾曼底登陸（英语：Normandy landings）期間，許多美國和加拿大的部隊被命令不得俘虜敵軍。如果這個觀點是正確的話，他就可以解釋64名德國戰俘（在被俘的130人中）的最終命運——因為他們在盟軍登陸的當天，並沒有被送達位於奧馬哈海灘的戰俘收集點。[1]

#### 戰爭期間的性暴力
僅在2006年公開的秘密戰時文件顯示：1942年至1945年間，美國士兵在歐洲就犯下了400多起性犯罪，其中在英格蘭就發生了12起強奸案。根據J·羅伯特·禮來（J. Robert Lilly）的一項研究估計，在二戰期間，英國、法國和德國共有14,000名平民婦女被美國士兵強姦。據估計，從1944年6月到戰爭結束為止，美國軍人在法國共發生了大約3,500起強奸案，一位歷史學家聲稱：在收回法國後，美軍對婦女的性暴力相當常見。
羅伯特·禮來在《強行奪取》中，估計美國軍人在德國犯下的強奸案之總數量為11,040起。:12與美國在諾曼第登陸後佔領法國的情況一樣，1945年美國在德國發生的許多強奸案，都是武裝士兵在槍口脅迫下所實施的輪姦。

儘管在德國，美國軍官為士兵制定了不博愛政策，但「不交談的交配便不算博愛」這句話被美國軍隊用作座右銘。來自澳大利亞的戰地記者奧斯瑪·懷特 (Osmar White) 曾在戰爭期間與美國軍隊一起服役，他如此寫道：
隨著他們推進到德國領土境內後，戰鬥部隊和緊隨其後的人隨即開始了大規模的強姦——而單位和單位之間的頻率則根據指揮官對此的態度而有所不同。在某些情況下，犯罪者會被查明，並由軍事法庭審判而受到懲罰。雖然軍隊法律部門對此保持沉默，但他們不否認一些士兵將會因對德國婦女的野蠻或變態性侵犯而被槍殺——特別是如果他們碰巧是黑人的話。然而，我知道有一個事實，就是許多婦女實際上是被美國白人所強姦，而該部門沒有對肇事者採取任何行動。在一個地區的一篇報導聲稱：有位非常傑出的軍隊指揮官提出了一個俏皮之解釋：「沒有交談的交配，並不會有情誼的發生」。
喝醉之後的美國人員，在佔領區所實施的典型性侵犯行為，為包括用武器威脅一個德國家庭，強迫一名或多名婦女與他們發生性行為，然後將整個家庭趕出街。
和被蘇聯占領的東部地區一樣，強奸案的數量在1945年達到頂峰，但美國人對德國和奧地利人口的性暴力行為至少持續到1946年的上半年，而僅僅1946年5月、6月之時，就在美國軍營中發現了5起德國婦女死亡的案例。
卡羅爾·亨廷頓 (Carol Huntington) 如此寫道：那些強姦過德國婦女，然後給她們留下食物作為禮物的美國士兵，可能會把自己的這種行為，視為是買春而非強姦。至於此種說法的可信度，亨廷頓引用了一位日本歷史學家的觀察及記錄後如此寫道：「乞求著食物的日本婦女會被美國士兵強姦，有時候，士兵會為被強奸的女方留下食物」

美國佔領軍中的黑人士兵有較大機會被指控強姦婦女，並受到嚴厲懲罰。海德·費倫巴赫 (Heide Fehrenbach) 對此如此寫道：
雖然美國黑人士兵實際上並不總是很有紀律，但關鍵在於「美國官員對士兵的種族做出明確的分法，而且只有當他是黑人時，他們才會在報導該行為時，擔心會破壞美國駐德軍政府的地位及其政治目標。」
2015年，德國新聞雜誌《明鏡周刊》報導稱：德國歷史學家米里亞姆·格布哈特 (Miriam Gebhardt) 認為：「到1955年，西德重新獲得主權之時，美軍成員強奸了多達190,000名德國婦女，其中，大多數的案件發生在美國入侵納粹德國後的幾個月內。」

## 近東同盟國

### 蘇聯
蘇聯沒有在1929年簽署規定如何對待戰俘的日內瓦公約，所以儘管該些囚犯受到的待遇與日內瓦公約相去甚遠，以致數十萬人死亡，仍有人質疑蘇聯對軸心國囚犯的待遇是否構成了戰爭罪。然而，紐倫堡法庭拒絕將其作為一般性論點。仲裁庭認為海牙公約（1929年的日內瓦公約沒有取代他，只是增加了一些內容而已，與1929年的公約不同的是，俄羅斯帝國有簽署該公約）和其他的通用戰爭法，在戰俘的待遇方面，約束所有參加戰爭的國家，無論他們有否簽署某特定條約。

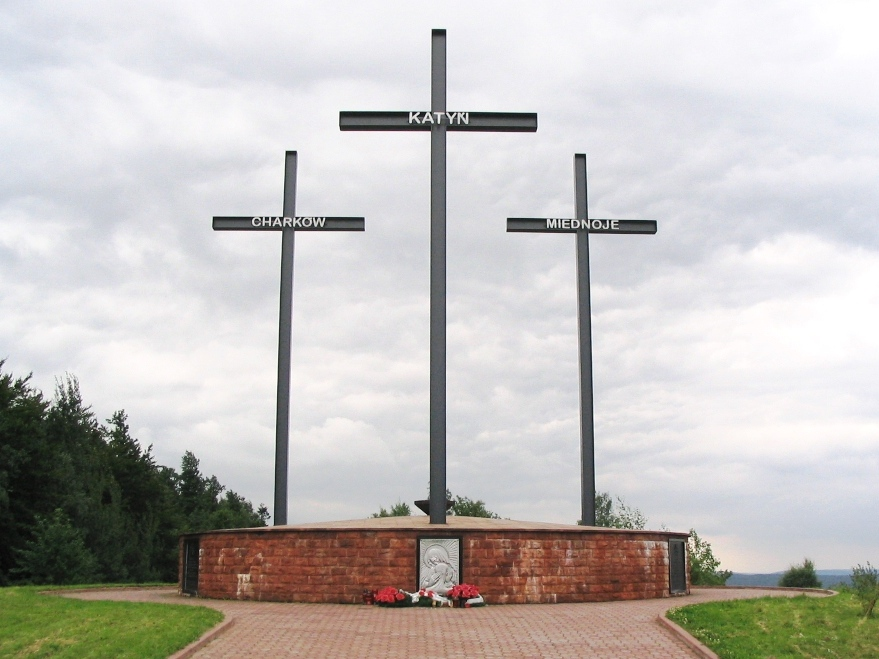
波蘭聖十字山脈上的，紀念卡廷慘案受難者的卡廷－卡爾可夫－梅德諾耶紀念碑

蘇聯最早犯下的其中一項戰爭罪行，是卡廷大屠殺（波蘭文: zbrodnia katyńska（拉丁轉寫："Katyń crime"）；俄文: Катынская резня Katynskaya reznya（拉丁轉寫："Katyn massacre"），又名Катынский расстрел（拉丁轉寫："Katyn execution by shooting"））：1940年4~5月時，蘇聯軍隊，特別是NKVD（「內務人民委員會」，又名蘇聯秘密警察）對波蘭軍官和知識分子進行了一系列的大規模處決。雖然殺戮發生在幾個地方，但大屠殺的名稱是以卡廷森林的名稱命名的，因為首個與之有關的亂葬坑就是在該森林找著的。
蘇聯軍隊在佔領東普魯士（但澤）、波美拉尼亞和西里西亞的部分地區期間、柏林戰役期間和布達佩斯戰役期間，犯下了大規模強姦和其他的戰爭罪行。
蘇聯軍隊對平民和士兵犯下的，最廣為人知的一些戰爭罪行包括：

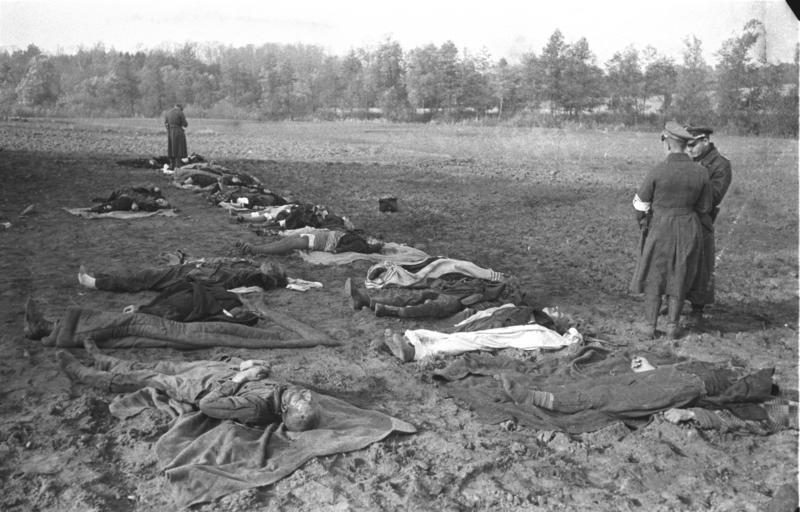
於內梅爾斯多夫被蘇聯紅軍屠殺的德國平民

- 梅格森大屠殺（英语：Metgethen massacre）
- 內梅爾斯多夫大屠殺
- 特勞恩布里岑大屠殺
- 布羅尼基大屠殺（英语：Massacre of Broniki）
- 格里斯基諾大屠殺（英语：Massacre of Grischino）
- 費奧多西亞大屠殺（英语：Massacre of Feodosia）
- 納利博基大屠殺（英语：Naliboki massacre）

在戰爭後期，南斯拉夫的共產主義游擊隊員對於蘇聯軍隊在穿越他們國境時，順帶實施的強姦和搶劫表達不滿。米洛萬·吉拉斯後來回憶起約瑟夫·史達林對此的回應：
莫非吉拉斯閣下，身為作家的你，難道不知道人類的苦難和人心是什麼嗎？一個穿越千里，跨過血泊與烈火，並與死神進行搏鬥的士兵，與女人玩，或拿走些小玩意，你難道不能理解一下嗎？
蘇聯戰地記者Natalya Gesse曾在1945年記錄了紅軍的所作所為：「俄羅斯的士兵強奸了每一個從8歲到80歲的德國女性。毫無疑問地，這是一支由強姦犯所組成的軍隊。」住在波蘭的婦女以及來自俄羅斯、白俄羅斯和烏克蘭的奴隸、勞工也被紅軍進行大規模強姦。蘇聯戰地記者瓦西里·格羅斯曼(Vasily Grossman)對此如此描述：「被祖國解放之後的蘇聯女孩，經常抱怨著我們的士兵時常地強姦她們。」
此外，還有一件發生在中國內的，於1945年發生的葛根廟屠殺：蘇聯入侵滿洲期間，有1800名之一半的日本婦女和兒童，在葛根廟內避難，而後來蘇聯軍隊強姦並屠殺了他們。

### 南斯拉夫
| 武裝衝突地點               | 武裝衝突地點                         | 肇事者                     | 肇事者 |
| -------------------------- | ------------------------------------ | -------------------------- | --- |
| 第二次世界大戰南斯拉夫戰場 | 第二次世界大戰南斯拉夫戰場           | 南斯拉夫人民解放軍和游擊隊 | 南斯拉夫人民解放軍和游擊隊 |
| 事件                       | 戰爭罪行類型                         | 被起訴與否                 | 備註 |
| 布萊堡屠殺                 | 戰爭罪、危害人類罪：殺害戰俘和平民。 | 沒有任何人被起訴           | 受害者是南斯拉夫的通敵部隊（克羅埃西亞人、塞爾維亞人和斯洛維尼亞人）。他們在未經審判的情況下被處決，以報復納粹德國在德占南斯拉夫期間設立的親軸心國合作主義國家（特別是烏斯塔沙）所犯下的種族滅絕罪行。 |
| 福布大屠殺                 | 戰爭罪、危害人類罪：殺害戰俘和平民。 | 沒有任何人被起訴           | 繼義大利於1943年與盟軍停戰，以及1945年德國對伊斯特拉半島的佔領被終結後，南斯拉夫抵抗軍處決了數量不詳（從幾百到幾千不等）且被指控與軸心國合作的義大利人，無論他們的實際個人責任為何。                   |
| 南斯拉夫大清洗             | 戰爭罪、危害人類罪：殺害戰俘和平民。 | 沒有任何人被起訴           | 1944-1945年間，在巴奇卡殺害德國人（多瑙河斯瓦比亞人）、塞爾維亞人、魯森人（魯塞尼亞人）、匈牙利人，以及塞爾維亞戰俘。                                                                                  |
| 科切夫斯基羅格大屠殺       | 戰爭罪、危害人類罪：殺害戰俘和平民。 | 沒有任何人被起訴           | 屠殺戰俘及其家人。 |
| 馬塞利吉大屠殺             | 危害人類罪：殺害戰俘和平民。         | 沒有任何人被起訴           | 屠殺戰俘及其家人。 |
| 特茲諾大屠殺               | 危害人類罪：殺害戰俘和平民。         | 沒有任何人被起訴           | 屠殺戰俘及其家人。 |
| 芭芭拉坑大屠殺             | 危害人類罪：殺害戰俘和平民。         | 沒有任何人被起訴           | 屠殺戰俘及其家人。 |
| 普雷瓦列大屠殺             | 危害人類罪：殺害戰俘和平民。         | 沒有任何人被起訴           | 屠殺戰俘及其家人。 |

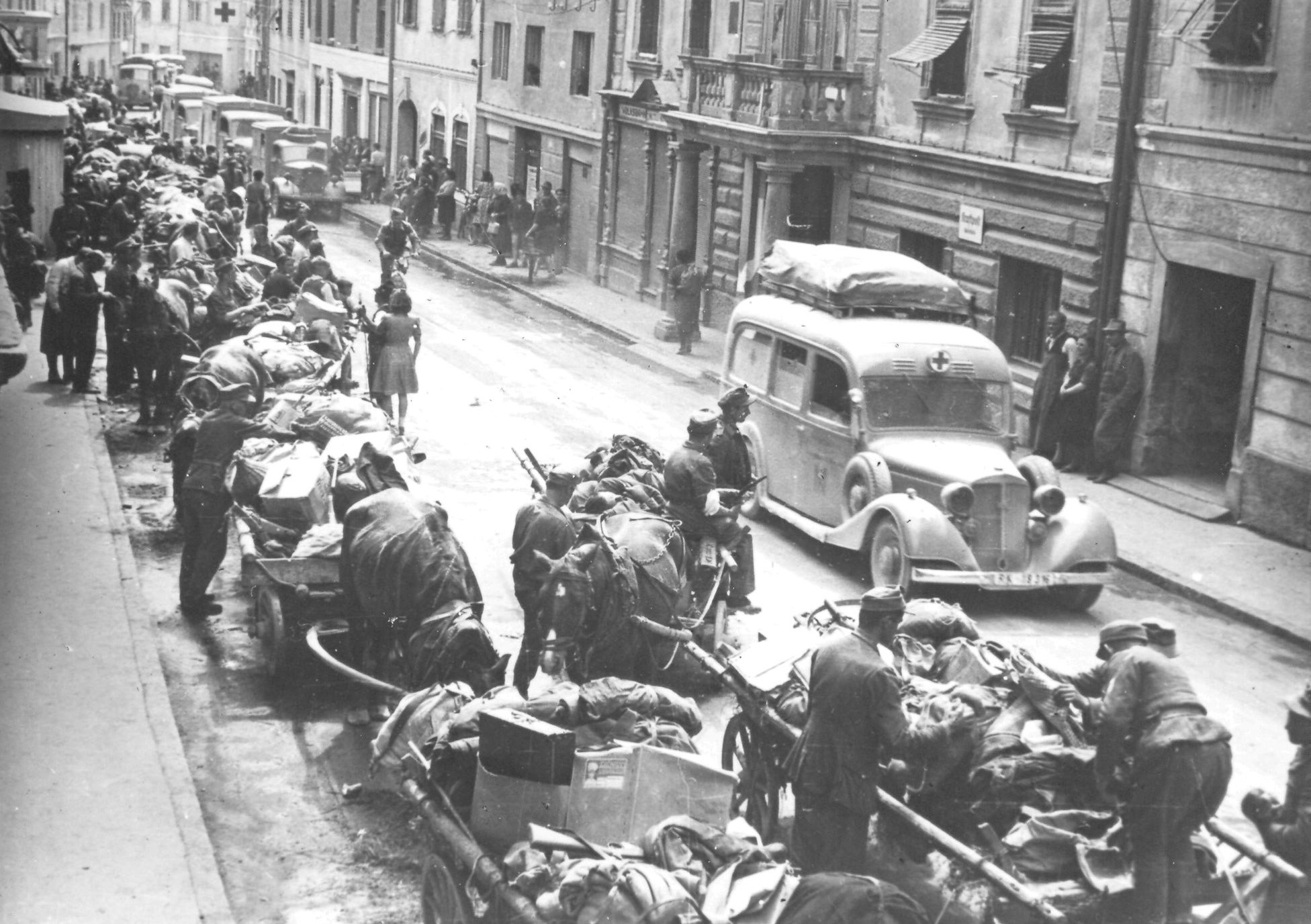
正在撤退至特爾日奇的德軍及斯洛維尼亞國土保衛軍
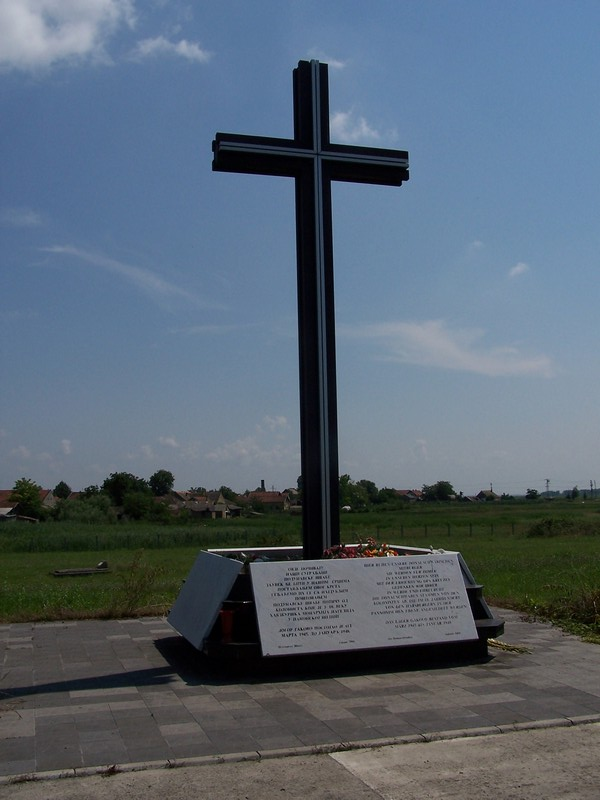
位於加科沃（英语：Gakovo）的德國遇難者紀念碑。
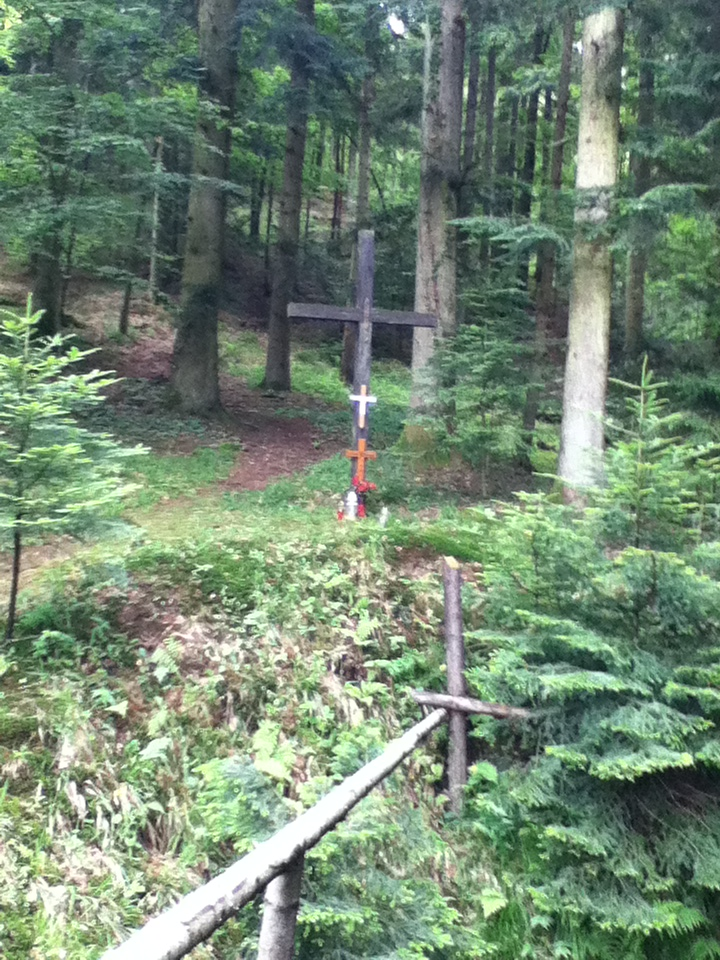
位於馬塞利吉（英语：Macelj）森林的十字架
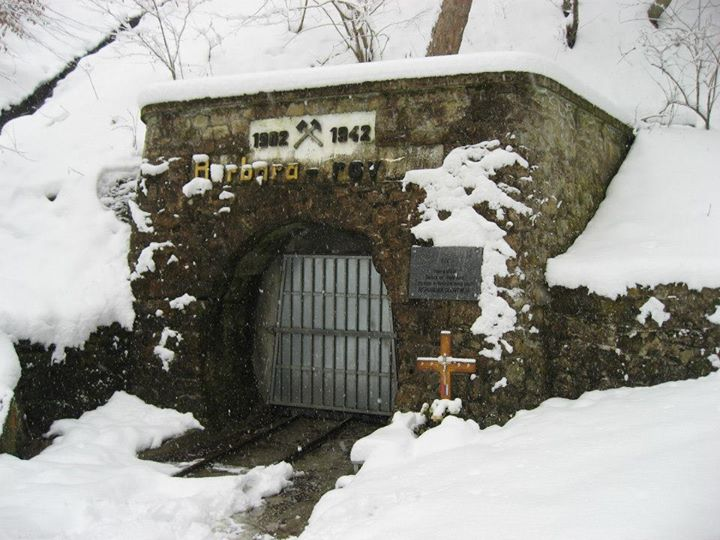
芭芭拉坑入口（攝於2013年）

## 遠東同盟國
位於太平洋和亞洲戰區的盟軍士兵有時會殺害試圖投降或投降後的日本士兵。曾研究過太平洋戰爭的社會歷史學家約翰·W·道爾 (John W. Dower) 指出：「在對日戰爭的最後幾年，真正的惡性循環已經形成：不願投降的日本士兵，與盟軍對日本俘虜的毫無興趣，已逐漸形成了可怕的關聯」。道爾表示：大多數日本人員由於被告知，如果落入盟軍之手，他們將被「殺死、折磨」，因此大多數在戰場上面臨失敗的日本士兵，最終都會選擇死戰到底或者乾脆切腹自殺。此外，日本士兵投降被認為是相當可恥的行為，導致許多人願意自殺或戰鬥至死，而不管他們是否可能被當作戰俘對待。事實上，根據日本野戰守則規定：投降是不被允許的。
雖然盟軍人員不俘虜日本士兵「並非官方的決定」，但在「太平洋戰爭的廣大範圍內，這是日常的做法」。

### 澳洲
根據歷史學家馬克·約翰斯頓的說法：「澳洲軍隊殺害手無寸鐵的日本人的狀況很常見」，儘管澳大利亞指揮部試圖向軍隊施加壓力，要求他們俘虜日本人，但事實證明軍隊並不情願這麼做。當囚犯確實被俘擄走時，「事實證明，很難阻止他們未經審問就殺死俘擄的日本人」。據約翰斯頓表示，以上的行為「幾乎肯定嚇阻了他們（日本士兵）向澳大利亞人投降」。
根據保羅·卡倫少將表示：在科科達小徑戰役中，殺害日本戰俘的事件並不少見。有一次他回憶說：在戈拉里的戰鬥中，「領頭的排先俘虜五七個日本人，然後繼續進行下一場戰鬥，待下一排來到用刺刀刺殺了這些日本人。」他還表示：他認為這些殺戮是可以理解的，但這也讓他感到十分內疚。

### 中華民國與陝甘寧邊區
根據魯道夫·拉梅爾的說法：在八年抗戰期間，對國民革命軍（NRA）等由中國國民黨俘虜的日本囚犯之一般待遇研究相對較少。然而，一些中國的平民、應徵者，以及日本平民經常會受到中國軍隊的虐待。拉梅爾還說：「中國農民對於自己士兵的恐懼往往不亞於……對日本人的恐懼」。國民黨軍隊透過針對中國平民的暴力徵兵來招募新兵，藉以得到戰力的加強。拉梅爾如此表示：
這是一個很致命的事件，其中有些人被軍隊綁架，或者被新聞團伙及軍隊不分青紅皂白地在道路上，或在城鎮和村莊中的人中圍捕，或以其他方式讓人們聚集在一起。許多的人，包括年幼的和年老的，在抵抗或試圖逃跑的時候便會被殺。一旦他們被圍捕起來，他們就會被用繩子或鐵鍊拴在一起，帶著少量的食物或水，長途跋涉走到營地，而他們經常在途中就不堪疲憊而死或者被殺，有時僅有不到50%的人可以活著走到營地。然而，新兵營也沒有好到哪裡去，軍營醫院內的慘況彷彿身處在納粹集中營裡一樣……八年抗戰期間大概有308.1萬人死亡，再加上國共內戰期間可能的死亡人數，也就是1,131,000人——總共有4,212,000人死亡。當然，這僅僅是徵兵期間的死亡人數而已。
在一些國民黨應徵入伍者當中，在開始訓練之前因疾病、飢餓或暴力而導致的死亡率高達90%。
由中國部隊犯下的相關戰爭罪行之例子包括：

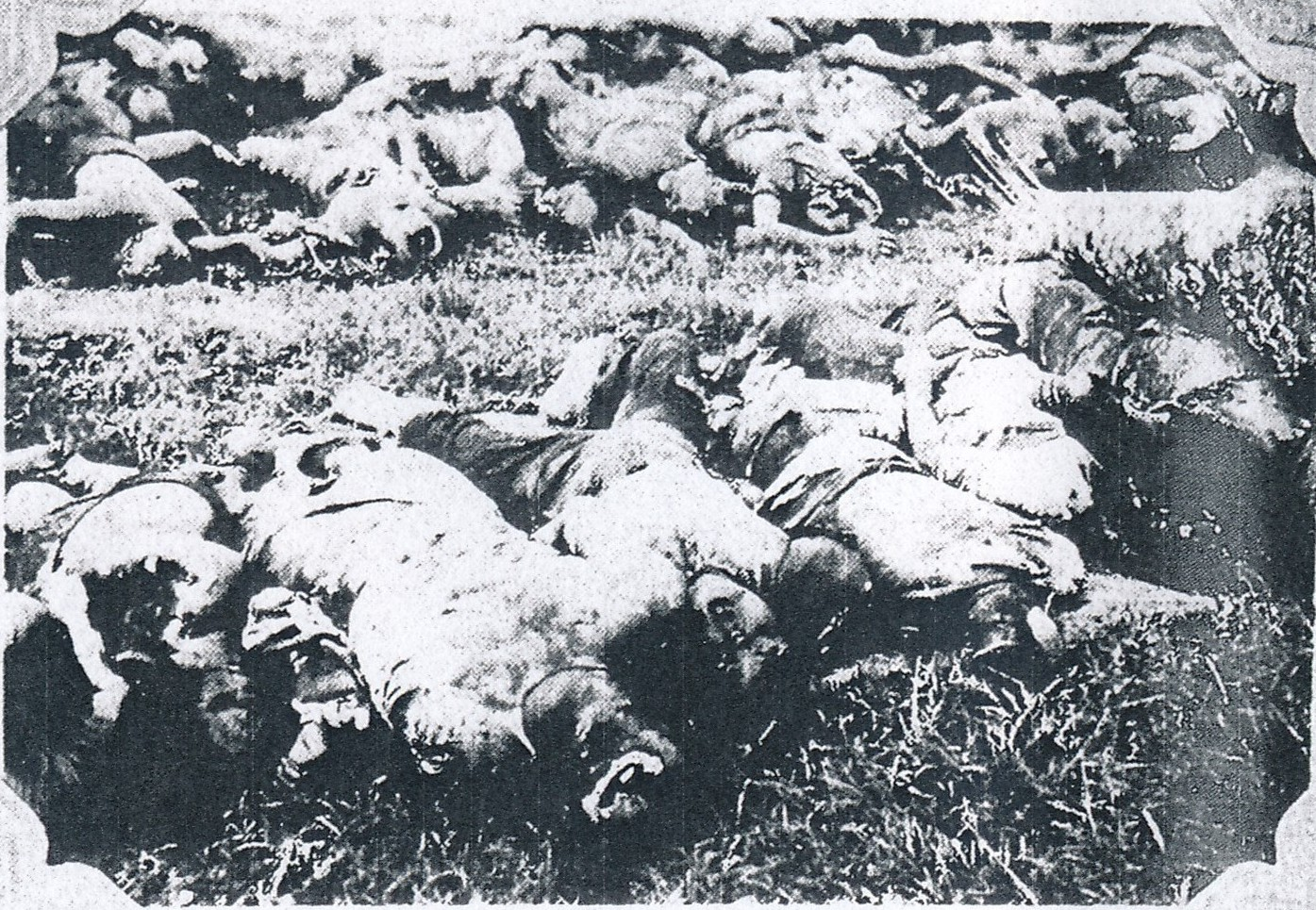
通州大屠殺中慘遭殺害的日本平民

- 1937年，在上海附近的瑞士商人湯姆·西門（Tom Simmen）拍攝的照片中，記錄了中國軍隊對日本戰俘和被逼迫合作的中國平民的殺戮、酷刑和襲擊。[106]1996年，西門的兒子發布了這些照片，展示了中國國民黨士兵執行斬首和槍決的即時處決及公開拷打的畫面。
- 整風運動：於1942年至1945年期間，在毛澤東和中國共產黨的命令下，在中國共產黨革命根據地發起的政治運動。在該政治運動中，多達一萬多名公民慘遭折磨和殺害——該事件經常被許多人視為是毛澤東個人崇拜的起源。
- 1937年的通州大屠殺：被日本招募的中國士兵在北平通州爆發叛變並隨後改變立場，很快地，它們開始襲擊並殺死280個日本平民，並強姦了許多當地的婦女。[102][107]
- 1943年5月，位於湖北省的國民黨軍隊下令全鎮撤離，並且「掠奪」了他們的城鎮。任何拒絕或無法離開的平民都被殺害。[103]

### 英國
在緬甸戰役期間，有英國軍隊從死去的日本軍隊身上取下金牙，並展示日本人的頭骨作為其戰利品的記錄。
在盟軍佔領日本期間，作為大英國協佔領軍 (BCOF) 一部分的澳大利亞、英國、印度和紐西蘭軍隊在日本犯下了62起有記錄的強奸案。BCOF的指揮官官方報告聲稱：BCOF成員在1946年5月至1947年12月期間，被判犯有共57起的強姦罪，並在1948年1月至1951年9月期間再被判犯有共23起的強姦罪。然而，沒有任何關於BCOF在盟國佔領日本的頭三個月（1946年2月至4月）期間，來自官方統計數據的犯罪發生率。澳大利亞歷史學家羅賓·格斯特對此爭辯說：雖然官方統計數據確實低估了BCOF成員的犯罪之嚴重程度，但日本警方通常不會將他們收到的報告轉交給BCOF，而且BCOF軍警對所報告的嚴重犯罪皆進行了適當的調查。然而，對於被判犯有嚴重罪行的BCOF成員之處罰「並不嚴厲」，而對澳大利亞人施加的處罰，隨後往往便會被澳大利亞法院減輕或者撤銷。

### 美國

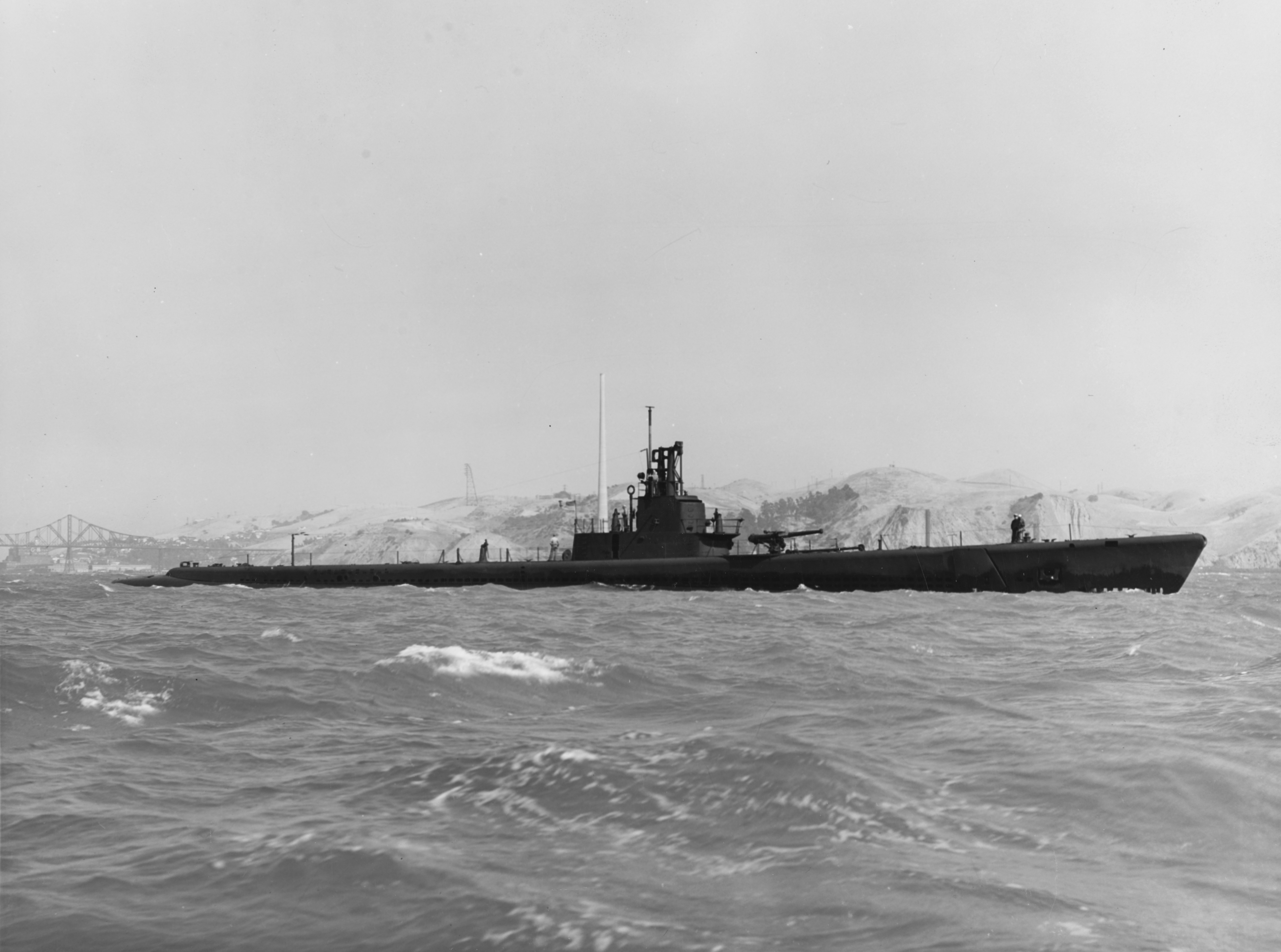
正在太平洋航行的刺鮁號潛艇

1943年1月26日，美國潛艇刺鮁號向日本運輸船武洋丸號的救生艇上的倖存者開火。海軍中將查爾斯·A·洛克伍德斷言道：倖存者是在刺鮁號浮出水面後，用機關槍和步槍射擊之——此種攻擊模式在潛艇戰中很常見。根據潛艇指揮官的說法：製造火災是為了迫使日本士兵放棄他們的船隻，並沒有人故意瞄準那些士兵。歷史學家克萊·布萊爾說：潛艇的船員首先對船隻開火，遇難的倖存者則用手槍還擊。後來經確定，在所有倖存者中，有包括印度第16旁遮普團第2營的盟軍戰俘，他們由第26野戰軍械庫的日軍所監視。在最初登上武洋丸號的1,126人中，有195名印度人和87名日本人死亡，一些人在魚雷攻擊中喪生，一些人在之後的槍戰中喪生。
1943年3月4日，在俾斯麥海海戰（1943 年 3 月 3 日至 5 日）期間和之後，喬治·肯尼將軍命令美國巡邏艇和盟軍飛機去攻擊日本的醫療船，以及大約1,000名來自八艘沉沒的日本運輸船之倖存者——他們乘坐救生筏，並在海中游泳、漂浮。後來美國政府證明這是合理的，理由是獲救的軍人就在他們的目的地附近，他們可以迅速降落在他們的軍事目的地，並在迅速地返回戰場中進續戰鬥。許多盟軍機組人員在必要時接受了此襲擊，其他人則對此感到厭惡。

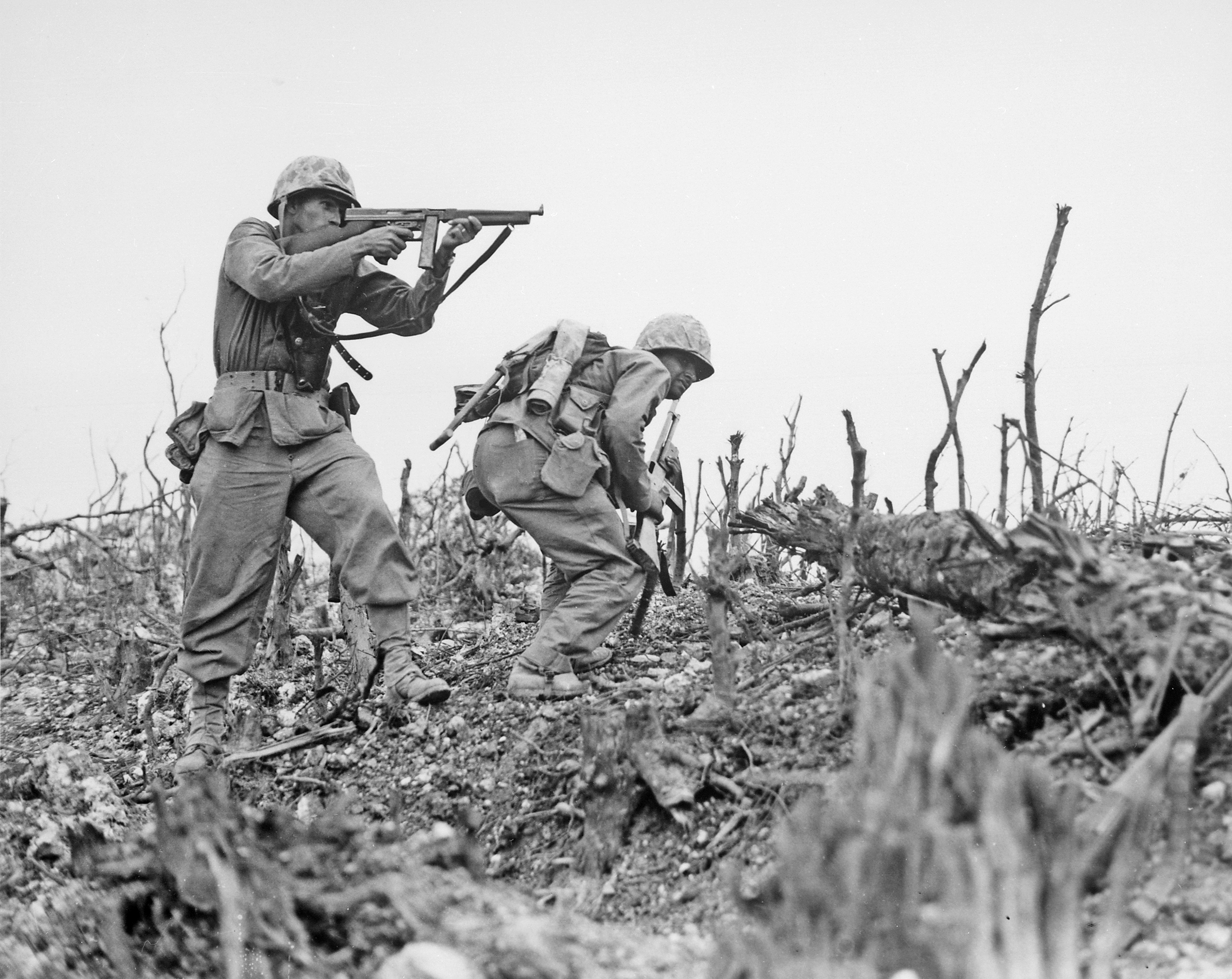
1945年5月18日的沖繩戰役上，美國海軍陸戰隊第1團第2營兩名陸戰隊員在瓦納嶺前進

根據諾丁漢大學之歷史學教授理查德·奧爾德里奇，發表了一篇關於美國和澳大利亞士兵的日記的研究，聲稱太平洋上的美軍士兵經常故意的殺害投降的日本士兵。道爾指出：在「許多情況下……一些已經成為囚犯的日本人，會被當場殺死，或者在前往監獄大院的途中被殺」。 根據奧爾德里奇的說法，美國軍隊不俘虜日本士兵是相當普遍的做法。這一分析在後來得到了英國歷史學家尼爾·佛格森 (Niall Ferguson) 的支持，他還說道：「在1943年時，一份機密的美國情報報告指出，只有承諾上層會提供給他們冰淇淋，以及三天假期......才能誘使美國軍人不會殺死已投降的日本人」。
佛格森還指出：這種做法在1944年末發揮了作用——日本囚犯被殺死的比例變為1:100。同年，盟軍高級指揮官正努力在他們自己的人員中壓制「不收俘虜」的慣例（因為這將會影響情報的收集），並鼓勵日本士兵踴躍投降。佛格森補充道：盟軍指揮官採取的措施，提高日本囚犯的存活率，降低了日本死亡人數的比率，到了1945年中期，已經達到了1:7。儘管如此，在1945年4月~6月的沖繩戰役中，不俘虜仍然是美軍的慣用做法。佛格森還說：「阻止德國和日本士兵投降的原因，不僅僅是紀律的處分或恥辱的恐懼那麼簡單而已。對大多數士兵來說，更重要的是，他們認為：『無論如何都會被敵人殺死，所以與其卑躬屈膝的投降，還不如死戰到最後一刻。
』」
美國日本學家烏爾里希·施特勞斯 (Ulrich Straus) 表示：前線部隊強烈憎恨日本軍人，因此他沒「不容易被說服」去收留或保護囚犯，因為他們相信，投降的盟軍人員同樣也不會得到日本人的「憐憫」。盟軍士兵認為日本士兵偏向於，以假裝投降的方式，於適當時機發動突然襲擊——這種做法被1907年之海牙公約所禁止。因此，根據施特勞斯的說法：「高級軍官之所以反對俘虜，是因為它不想讓美國軍隊因此面臨各種風險。」然而，當囚犯在瓜達爾卡納爾島被帶回美方軍營時，審訊官伯登上尉指出：這些人很多次是在運輸途中被槍殺的，因為「把他們帶走實在太過於麻煩了」。
佛格森對此建議道：
阻止德國和日本士兵投降的原因，不僅僅是對紀律處分或恥辱的恐懼。對多數士兵來說更重要的是，他們認為自己無論如何都會被敵人殺死，所以與其卑躬屈膝的投降，還不如死戰到最後一刻。
美國歷史學家詹姆斯·J·溫加特納將美國戰俘營中，日本人數量非常稀少的原因，歸咎於兩個重要因素：美國人普遍認為日本人是「動物」或「非人類」，不值得擁有戰俘的正常待遇；另一個原因在後來得到了佛格森的支持，他說：「盟軍經常以德國人看待俄羅斯人的方式——也就是作為次等人類的看法，來看待日本人」。

#### 肢解戰死的日本人

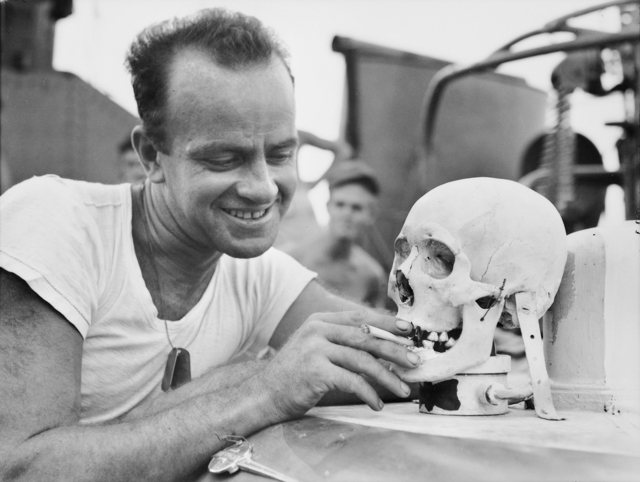
美國海軍中尉E·V·麥克弗森正在看著日本人的頭骨

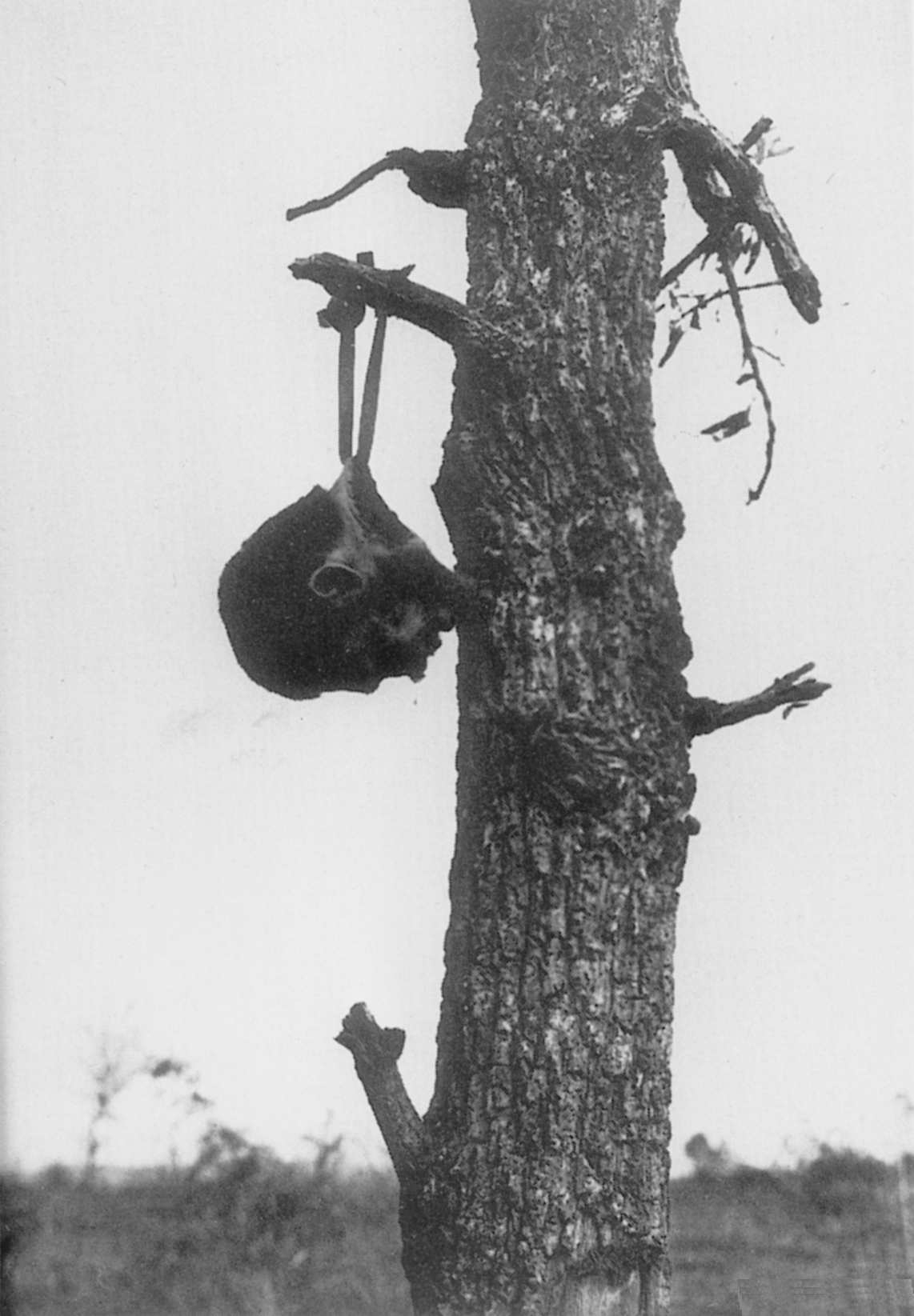
一顆被砍下來的日本人的人頭被綁在樹枝上

一些盟軍士兵曾收集了已死亡日本人的身體部位。由美國人所發生的這場事件之規模大到「足以引起太平洋政爭期間，各盟軍軍事當局的關注，並在美國和日本的戰時媒體上，得到廣泛的報導和評論」。
美國人對日本人大體的身體部位進行肢解、收集的行為，在戰爭一開始的時候就發生了，這促使華盛頓當局在1942年9月，下令對此類紀念品收集行為進行紀律處分。哈里森得出結論表示：由於此乃第一次可以獲得此類物品的真正機會（瓜達爾卡納爾島戰役），「顯然地，在遇到第一批的日本人活體或大體時，就已經開始大量的收集屍體，多到甚至足以引起軍事指揮部當局的關注」。
當這些日本人的遺骸「紀念品」，在戰後從馬里亞納群島運回時，大約有60%的日本人頭骨在途中丟失了。
在1944年6月13日的備忘錄中，美國法官辯護將軍團(JAG)之邁倫·C·克萊默(Myron C. Cramer)少將對此斷言道：“如此殘暴和野蠻的行動，『都』與所有文明人的感受違背」，及違反《日內瓦公約之關於改善戰地軍隊傷者病者境遇一事》——即：「戰場上的佔領者應在每次交戰後，採取措施尋找傷者和死者，並保護他們，免受任何的掠奪和虐待。」克萊默對此，向所有指揮官建議分發一項指令，並命令他們（美國士兵）禁止收集敵方的任何身體部位。
此外，這些做法還違反了陸戰的不成文習慣規則，並可能會被判以死刑。一周後，美國海軍的JAG反映了這一觀點，並補充道：「一些美國人員犯下的殘暴行為，可能會導致日本的報復——這在國際法上是於情於理的」。

#### 戰爭期間的性暴力

##### 沖繩
在1945年沖繩戰役期間，美軍士兵強奸了許多沖繩婦女。
沖繩的歷史學家大城將保（前沖繩縣立歷史檔案館館長）根據多年的研究寫道：
美國海軍陸戰隊登陸後沒不久，本部半島的一個村莊的所有婦女就全落入了美國士兵的手中。當時該村子裡只有婦女、兒童和老人，其他所有的年輕人都被動員去參加戰爭了。登陸後不久，海軍陸戰隊便「掃蕩」了整個村莊，而沒有任何日軍的蹤跡。趁著此種千載難逢的時機，他們便開始在光天化日下「狩獵那些女人」，把躲在村子里或附近防空洞裡的女人一個個地拖出來。
據《紐約時報》於2000年發表的採訪報導，沖繩某個村莊的幾位老人坦言：在美國贏得沖繩戰役後，三名武裝海軍陸戰隊員每週都會不斷來到村裡，強迫所有村民聚集所有的當地婦女，然後，她們就會被帶到山上並被強姦。這篇文章更深入地探討此問題，並聲稱村民的故事——無論真實與否——他都是一個「黑暗的、被沉默了長時間的秘密」的一部分，並使歷史學家重新關注的「最被廣泛地忽視的戰爭罪行之一」：美國軍人時常地強姦沖繩婦女。雖然當時日本關於沖繩婦女被強奸的報導，在很大程度上都被忽視，但學術估計：可能有多達10,000名的沖繩婦女曾被強姦。據稱，強姦再當時是如此地普遍，以至於在2000年左右，大多數65歲以上的沖繩人，都知道或聽說過一名婦女在戰後被強姦。軍方官員則對此表示否認該場大規模強姦，而所有倖存的退伍軍人亦都拒絕了所有《紐約時報》的採訪請求。
東亞研究教授兼沖繩問題專家，史蒂夫·拉布森說：「我在沖繩的報紙和書籍中，讀到了很多關於此類強奸的報導，但很少有人願意去理解或談論他們。」他指出：許多當地的舊書籍、日記、文章和其他文件中，都提到了不同種族和背景之美國士兵強奸事件。
美國軍方沒有任何關於強姦記錄的解釋，也很少（如果有的話）有沖繩婦女報告該事件，因為她們多對此感到恐懼、尷尬。沖繩名護的警方發言人說：「受害婦女對此感到羞恥，因而不敢公開。」至於那些確實報告了他們的人，歷史學家認為也被美國憲兵給忽視了，他們也從未要求進行大規模搜查，以確定此類犯罪的程度影響。戰爭結束50多年後，據說被強奸的婦女仍然拒絕對此發表公開聲明，與這些婦女交談過的朋友、當地歷史學家和大學教授皆表示，她們寧願不公開的討論此事。許多人想知道，為什麼在許多婦女在生下不可避免的美日換種嬰兒之後，卻未曾被曝光過。歷史學家和沖繩長老在採訪中表示：一些被強姦但沒有自殺的沖繩婦女確實生下了混血兒，但其中許多人隨後立即被殺害，或因感到羞恥、厭惡或遭遇了可怕的創傷而遭到遺棄，然而在更多的情況下，遭強姦的受害者在鄉村助產士的幫助下，進行了相當粗暴的墮胎手術。戰爭結束後的50多年裡，也就是在1990年代後期，據信那些被強奸的婦女多數仍拒絕公開聲明，而不是通過親屬和一些歷史學家和學者告發。
有大量的證據表明：美國至少對正在發生的事情有所了解。已退休上尉塞繆爾·薩克斯頓解釋說：美國退伍軍人和目擊者可能因羞恥感，而故意將強奸案保密：「因為，在我們如此努力地為國家服務之後，卻讓公眾覺得我們都是一群強姦犯，這是相當不公平的。」正因如此，軍方官員皆否認這些大規模強姦，所有倖存的相關退伍軍人也都拒絕了紐約時報的採訪請求。社會學教授石原政家對此表示支持：「他們多數都得了歷史健忘症，因為很多人不想承認那些確實已經發生的事情。」作者喬治·費弗在他的著作《天王山：沖繩之戰和原子彈》中指出：到了1946年，在沖繩發生的強奸案已不到10起，他解釋說：「部分的原因是因為感到羞恥和恥辱，部分原因是因為美國人是勝利者和占領者」。費弗聲稱：「總共可能發生了數千起事件，但因為受害者選擇了沉默，使強姦成為該場行動的另一個骯髒秘密。」
然而，美國的日本學研究教授，邁克爾·S·莫拉斯基和其他一些作者認為：他們注意到沖繩平民「經常對於他們在美國敵人那裡得到的『相對人道的待遇』感到驚訝。根據美國馬克·塞爾登的《不滿之島：沖繩對日本和美國力量的反應》：美國人「並沒有像日本軍方官員警告的那樣——廣泛的推行酷刑、強姦和殺害平民的狀況」。

##### 戰後
據報導稱：在日本投降之後，神奈川縣被佔領的前10天內，發生了1,336起強奸案。

## 戰俘死亡率之對比
根據詹姆斯·D·莫羅的說法：「戰俘死亡率是遵守條約標準的一種衡量標準，因為任何不合標準的待遇，都會導致囚犯死亡。而民主國家通常對戰俘提供相對良好的待遇。」

### 被軸心國俘虜的戰俘死亡率
- 被日本人俘虜的中國人戰俘死亡率：不明
- 被德國人俘虜的美國、大英國協軍隊戰俘死亡率：不明，約4%以內[140]
- 被德國人俘虜的蘇聯紅軍戰俘死亡率：57.5%[141]
- 被德國人俘虜或軍事拘留（英语：Italian Military Internees）的義大利戰俘死亡率：6~8.4%[註 2]
- 被日本人俘虜的西方同盟國軍隊戰俘死亡率：27%[142]

### 被同盟國俘虜的戰俘死亡率
- 被東歐各國俘虜的德國戰俘死亡率：32.9%[141]
- 被蘇聯俘虜的德國戰俘死亡率：33%[141]
- 被蘇聯俘虜的義大利戰俘死亡率：79%[143]
- 被蘇聯俘虜的日本戰俘死亡率：10%
- 被英國俘虜的德國戰俘死亡率：0.03%[141]
- 被美國俘虜的德國戰俘死亡率：0.15%[141]
- 被法國俘虜的德國戰俘死亡率：2.58%[141]
- 被美國俘虜的日本戰俘死亡率：據詹姆斯·D·莫羅稱：比率相對較低，因為主要是自殺，而該比率不含自殺。[144]根據烏爾里希·施特勞斯的說法，戰俘有時在前線時即被槍決。[124]

### 簡易圖表
|        |             | 被動方 | 被動方              | 被動方   | 被動方     | 被動方         | 被動方   |
| 蘇聯   | 美國 與英國 | 中國   | 西方同盟國          | 納粹德國 | 大日本帝國 |                |          |
| ------ | ----------- | ------ | ------------------- | -------- | ---------- | -------------- | -------- |
| 主動方 | 蘇聯        | –      | –                   | –        | –          | 14.70% ~35.80% | 10.00%   |
| 主動方 | 英國        | –      | –                   | –        | –          | 0.03%          |          |
| 主動方 | 美國        | –      | –                   | –        | –          | 0.15%          | 時大時小 |
| 主動方 | 自由法國    | –      | –                   | –        | –          | 2.58%          |          |
| 主動方 | 東歐        | –      | –                   | –        | –          | 32.90%         |          |
| 主動方 | 納粹德國    | 57.50% | 4.00%               |          |            | –              | –        |
| 主動方 | 大日本帝國  |        | 包括西方同盟國(27%) | 沒有紀錄 | 27.00%     | –              | –        |